# Dbx

Logo von dbx Professional Products

dbx ist ein Rauschunterdrückungsverfahren für Audioaufnahmen, das vom mittlerweile zum Harman-Konzern gehörenden Unternehmen dbx 1971 entwickelt wurde und vor allem bei analogen Tonbandgeräten und höherwertigen Kassettendecks zum Einsatz kam. Es war das einzige Verfahren eines anderen Unternehmens, das zumindest ansatzweise eine ernstzunehmende Konkurrenz für die marktdominierenden Systeme Dolby B und Dolby C darstellte.
Wie die meisten analogen Rauschunterdrückungssysteme arbeitet DBX nach dem Kompanderverfahren. Bei dbx wird hierfür das gesamte Frequenzspektrum des Audiosignals vor der Aufnahme im Verhältnis 2:1 komprimiert und bei der Wiedergabe im gleichen Verhältnis expandiert. Aufgrund des hohen Kompressionsfaktors bietet dbx eine Rausch- und Störgeräuschreduktion von bis zu 40 dB. Mit hochwertigen Tonbandgeräten ist somit eine Dynamik erreichbar, die selbst jene einer digitalen Aufzeichnung mit 16 Bit übersteigt. Im Unterschied zu manchen anderen Kompandersystemen, wie beispielsweise Dolby, erfolgt die Kompression und Expansion auf Basis einer linearen Kennlinie. Dadurch arbeitet das System pegelunabhängig – eine exakte Kalibrierung des Wiedergabepegels ist nicht erforderlich.
Ursprünglich wurde dbx ausschließlich für den professionellen Markt entwickelt, um die Dynamik von hochwertigen Tonbandgeräten in Studios zu erhöhen. In der Anfangszeit existierte nur eine Variante von dbx, die daher auch nur den Namen dbx trug. Wenige Jahre später erkannte das Unternehmen, dass sich das System mit kleinen Modifikationen auch erfolgreich in Tonbandgeräten und Kassettenrecordern für den Heimgebrauch einsetzen lässt. Hierfür wurde dbx II entwickelt. Das ursprüngliche, für den professionellen Gebrauch vorgesehene dbx wurde zur eindeutigen Unterscheidung ab diesem Zeitpunkt als dbx I bezeichnet.

## Unterschiede zwischen dbx I und II

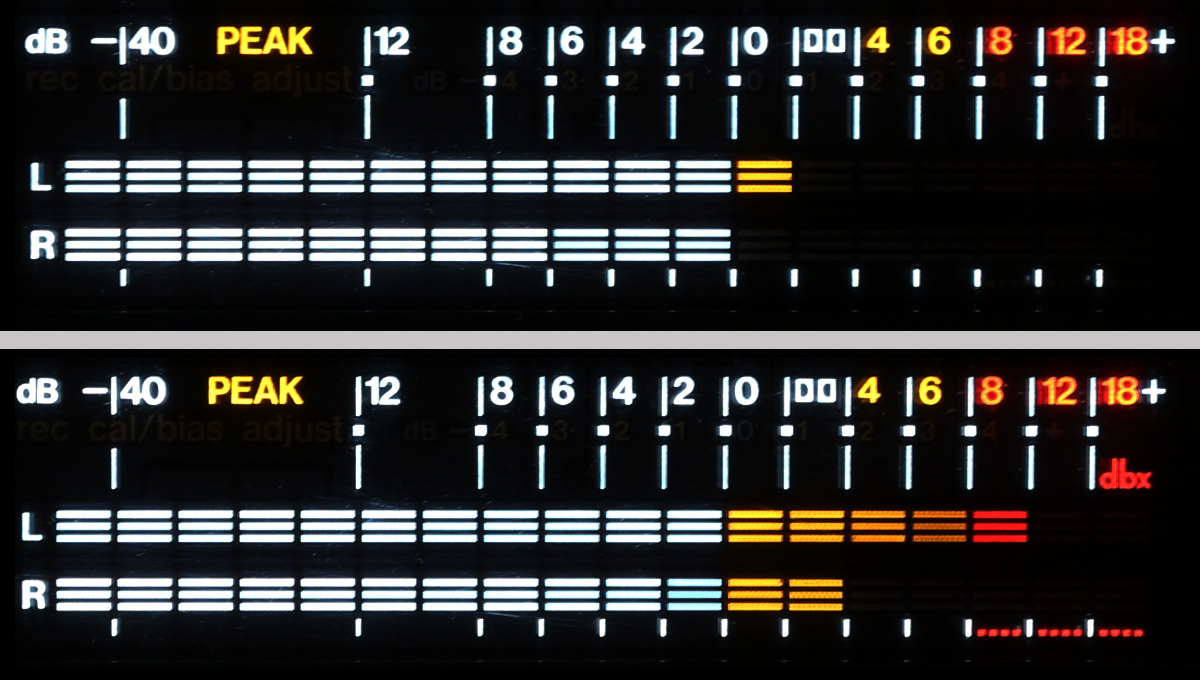
Aussteuerungsanzeige des High-End-Kassettendecks Technics RS-B100 aus den späten 1980er Jahren mit dbx-Symbol.

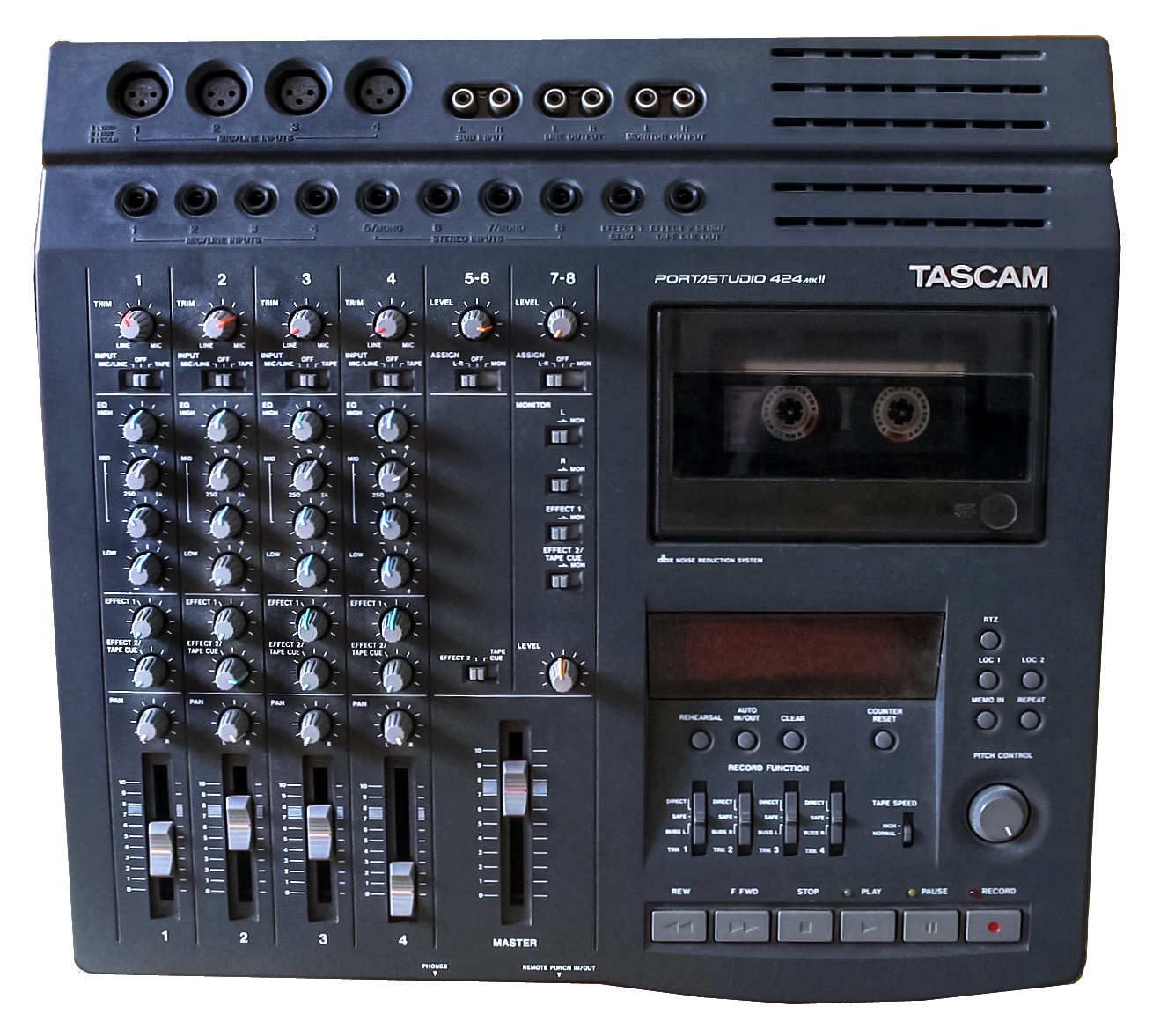
Portables Mehrspur-Aufnahmestudio für analoge Audiokassetten von Tascam

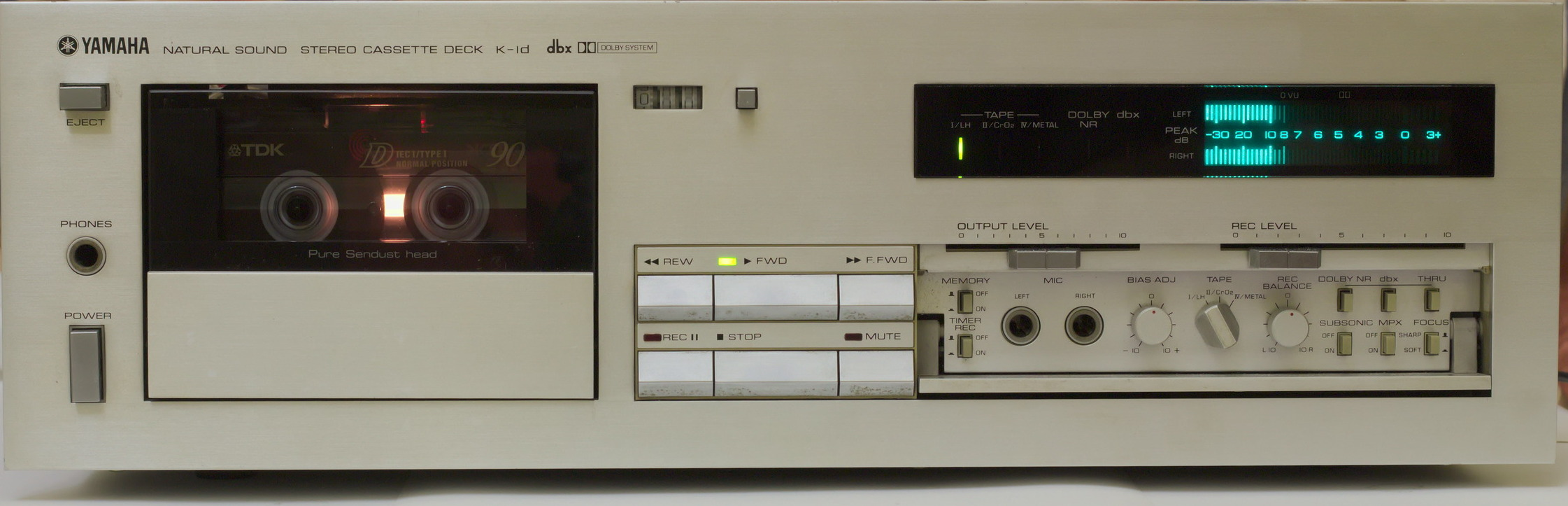
Kassettendeck von Yamaha mit dbx (1981)

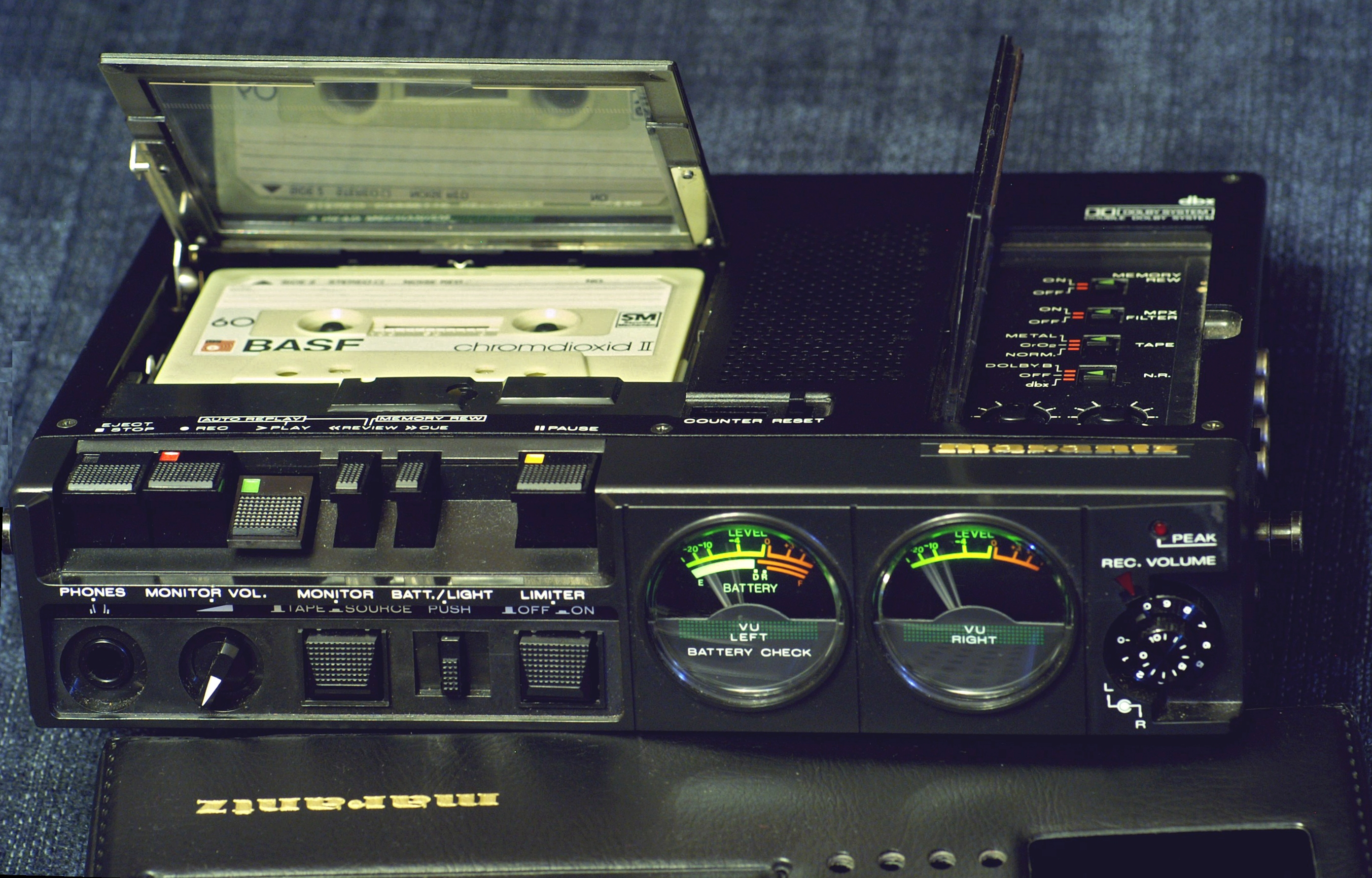
Portables Kassettenaufnahmegerät von Marantz mit dbx

dbx I komprimiert das gesamte Audiospektrum im Bereich von 20 Hz bis 20 kHz in einem Verhältnis von 2:1. Anders als beispielsweise bei Dolby A wird das Signal nicht in getrennte Frequenzbänder aufgeteilt, sondern das gesamte Signal mit einem einzelnen Kompressor bzw. Expander bearbeitet. Hierdurch ergibt sich jedoch grundsätzlich das Problem, dass ein sogenanntes „Rauschatmen“ bzw. „Rauschpumpen“ auftritt, da der Expander bei jedem Signal unabhängig von dessen Frequenz immer das gesamte Frequenzspektrum öffnet. Bei breitbandigen Signalen wird das Rauschen durch das Audiosignal maskiert und somit vom menschlichen Gehör nicht wahrgenommen. Tritt jedoch ein Signal mit überwiegend tief- bis mittelfrequenten Anteilen auf, führt dies dazu, dass das Rauschen im oberen Frequenzbereich hörbar und durch das Audiosignal moduliert wird, das Rauschen schwingt also im Takt der Musik mit. Um diesem störenden Effekt entgegenzuwirken, werden die Höhen vor der Aufzeichnung stark angehoben (sog. Preemphasis) und bei der Wiedergabe um den gleichen Faktor abgesenkt.
Bedingt durch das Funktionsprinzip ist es für eine einwandfreie Funktion des Systems erforderlich, dass das komprimierte Signal von dem verwendeten Tonbandgerät so exakt wie möglich aufgezeichnet und wiedergegeben wird. Da stets das gesamte Frequenzspektrum in einer Einheit verarbeitet wird, führen bereits kleinste Abweichungen in einem einzelnen Frequenzbereich zu einer Fehlfunktion des gesamten Systems und wirken sich nicht nur auf den betroffenen Frequenzbereich, sondern auf das ganze Signal aus, da das Verhältnis aus Kompression und Expansion in so einem Fall nicht mehr übereinstimmt. Dies führt auch dazu, dass selbst minimale Drop-Outs, die ansonsten kaum hörbar wären, durch die Verwendung von dbx erheblich verstärkt werden. Aus diesen Gründen werden für dbx I sehr hohe Anforderungen an das verwendete Tonbandgerät gestellt. Konkret ist ein Frequenzbereich von 20-Hz-20 kHz mit einer maximalen Abweichung von ±1 dB gefordert, aufgrund der starken Preemphasis muss zudem eine sehr gute Höhenaussteuerbarkeit gegeben sein. Gemäß Herstellerangaben sind daher nur Tonbandgeräte mit einer Bandgeschwindigkeit von mindestens 38 cm/s für einen einwandfreien Betrieb mit dbx I geeignet, wobei mit präzise kalibrierten Tonbandgeräten bei Verwendung sehr hochwertiger Bänder auch mit 19 cm/s noch gute Resultate erzielt werden können.
Bei der Mischung des Steely-Dan-Albums Katy Lied versagte das verwendete dbx I, was die Musiker schwer frustrierte.
dbx II arbeitet grundsätzlich nach dem gleichen Verfahren. Dieses wurde jedoch geringfügig abgeändert, um auch einen Einsatz mit einfacheren Tonbandgeräten und Kassettenrecordern zu ermöglichen, die nicht in der Lage sind, die Anforderungen für eine einwandfreie Funktion von dbx I zu erfüllen. Bei dbx II wird zwar ebenfalls das gesamte hörbare Audiospektrum aufgezeichnet und wiedergegeben, für die Regelung des Kompressors und des Expanders wird jedoch nur der Frequenzbereich von 30-Hz-10 kHz berücksichtigt, den auch einfachere Hifi-Geräte zuverlässig abdecken können. Dadurch wirken sich Fehler, die außerhalb dieses Bereiches liegen, nicht auf die Funktion des Systems aus. Da in gewöhnlichen Audiosignalen, wie Sprache oder Musik, üblicherweise keine isolierten Töne unterhalb von 30 Hz und oberhalb von 10 kHz auftreten, hat diese Einschränkung im Allgemeinen keine signifikanten Auswirkungen auf die Tonqualität. Dennoch wird die verringerte Präzision der Hochtonwiedergabe von manchen Personen bei gewissen Musikstücken wahrgenommen und als störend empfunden. Da zudem die Preemphasis gegenüber dbx I verringert wurde, ist dbx II anfälliger für den bereits beschriebenen Effekt des Rauschatmens.
Durch die Abweichungen zwischen dbx I und II sind die beiden Systeme nicht kompatibel. Eine Wiedergabe ist nur mit dem gleichen dbx-System möglich, welches für die Aufnahme verwendet wurde.

## dbx-codierte Schallplatten
Zwischen 1971 und 1982 wurden ca. 1100 Schallplatten verlegt, die mit dem dbx-Verfahren komprimiert wurden. Hierfür kam das dbx-II-System zum Einsatz, bei dem jedoch zusätzlich die Empfindlichkeit für tiefe Frequenzen unterhalb von 50 Hz verringert wurde, um Beeinträchtigungen des Systems durch tieffrequente Störungen, die bei der mechanischen Abtastung einer Schallplatte vermehrt auftreten, zu vermeiden. Für die Wiedergabe dieser Schallplatten verfügten die meisten dbx-II-Kompandersysteme über eine eigene „dbx-Disc“-Taste. Bei Verwendung auf LPs reduzierte das dbx-Typ-II-System die Hörbarkeit von Staub und Kratzern auf winzige Knackgeräusche und Klicks (wenn sie überhaupt hörbar waren) und eliminierte außerdem das Rauschen vollständig. dbx-codierte LPs hatten theoretisch einen Dynamikbereich von bis zu 90 dB.

## Weitere Entwicklung

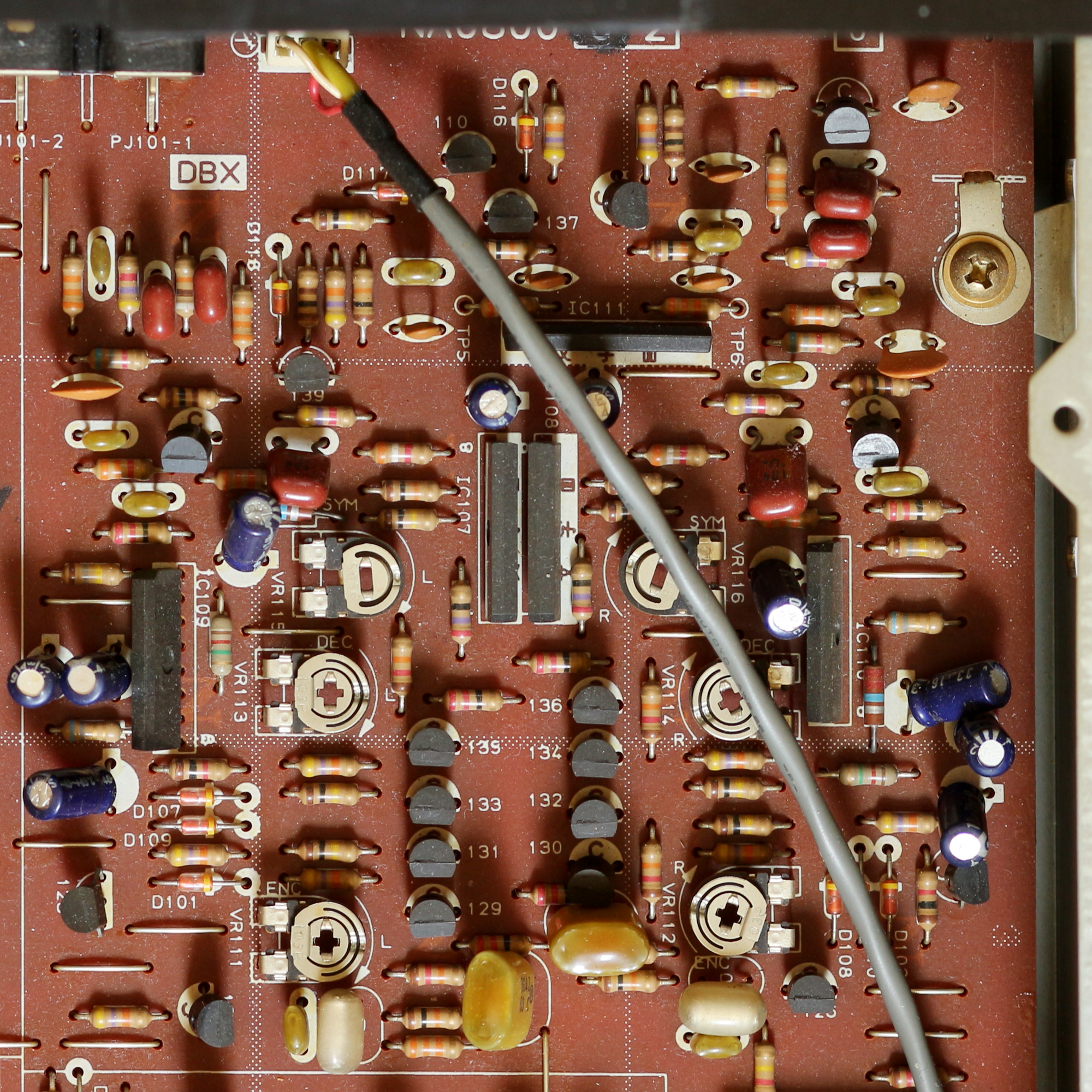
dbx-Platine eines Yamaha K-1000, Kassettendeck 1983–1984

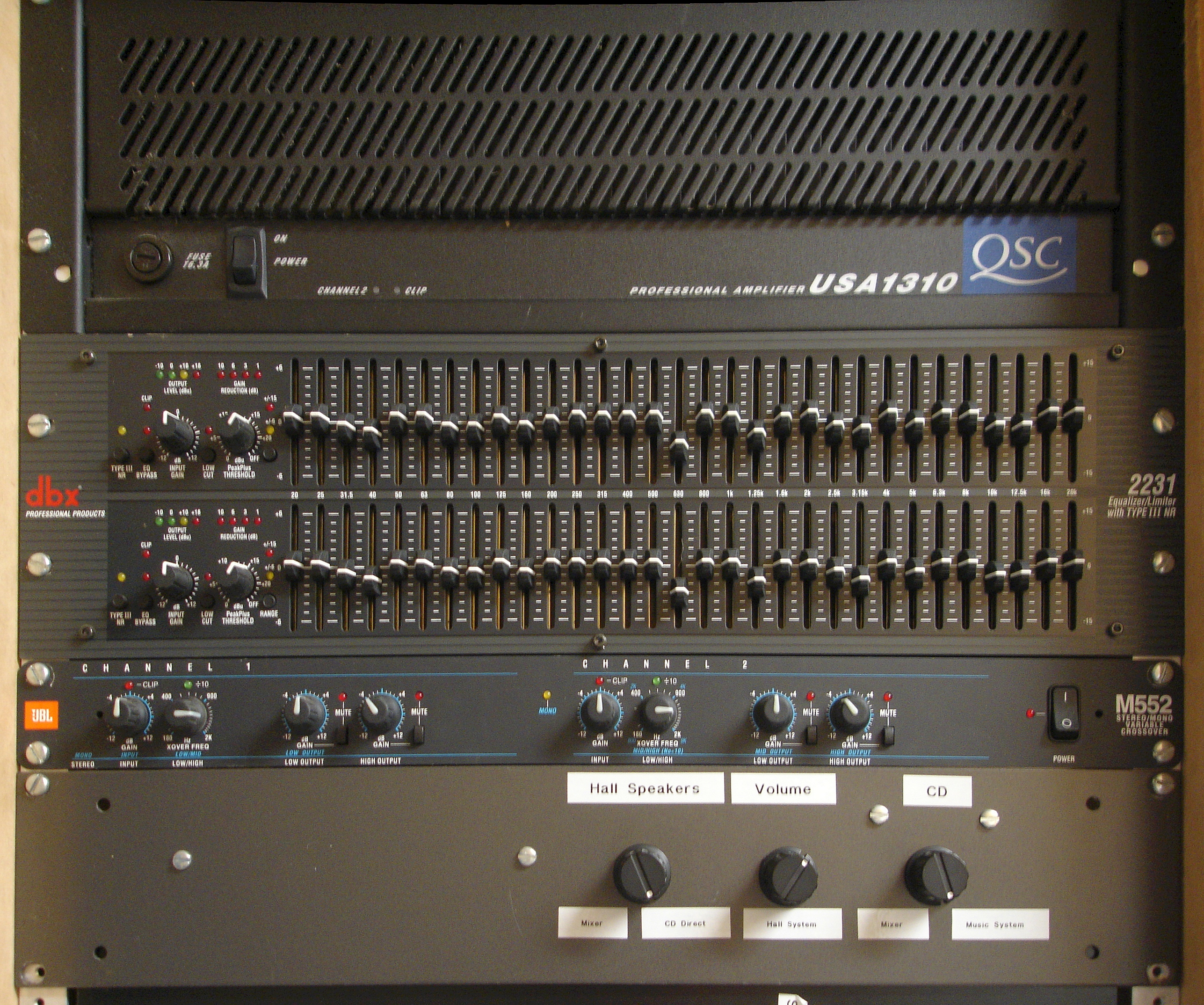
Ein professioneller Equalizer mit Limiter und dbx vom Typ III (Bildmitte).

Im Heimbereich konnte sich dbx nicht gegen Dolby durchsetzen. Einer der Gründe hierfür war die Tatsache, dass mit dbx komprimierte Aufnahmen auf Geräten, die nicht mit einem dbx-Decoder ausgestattet sind, nicht in akzeptabler Qualität wiedergegeben werden können. Dolby B bietet zwar eine weitaus geringere Rauschreduktion, dafür ist eine Wiedergabe auch ohne Dolby möglich. In diesem Fall klingen die Aufnahmen nur leicht höhenbetont, aber ansonsten einwandfrei. Zudem war Dolby B zum Zeitpunkt der Einführung von dbx II bereits auf dem Markt etabliert und wurde später noch durch die verbesserten Versionen Dolby C und S ergänzt. Daneben musste dbx in den Folgejahren noch mit einer Vielzahl anderer Anbieter von Rauschunterdrückungssystemen konkurrieren (beispielsweise adres von Toshiba, Super D von Sanyo und HighCom von Telefunken/Nakamichi), die sich ebenfalls alle nicht gegen Dolby durchsetzen konnten.
Auch im professionellen Bereich blieb der langfristige Erfolg von dbx aus, da sich auch hier bereits zuvor Dolby A als Standard etabliert hatte und in den folgenden Jahren zudem Kompandersysteme für den professionellen Markt vorgestellt wurden, die erhebliche Vorteile gegenüber dbx boten (insbesondere Telcom c4 und Dolby SR).
Eine gewisse Verbreitung konnte dbx im semiprofessionellen Bereich erzielen, wo Dolby B aufgrund der geringen Wirkung für nicht effektiv genug erachtet wurde und Systeme wie Dolby SR oder Telcom c4 aufgrund der hohen Anschaffungskosten nicht erschwinglich waren.
Das Unternehmen dbx vertreibt heute auf Basis seiner Chip-Technologie hochwertige Studio-Signalprozessoren und hat sich aus dem Heimgerätemarkt vollständig zurückgezogen.